# Calle del Ecce Homo (Castellón de la Plana)
La calle del Ecce Homo, también conocida como callejón del Ecce Homo o por su antiguo nombre en valenciano carreró del Pes de la Farina, es una calle singular del núcleo histórico de Castellón de la Plana (España).
En 2019, con la redacción del Catálogo de protecciones del nuevo plan general urbanístico que en ese momento se encontraba en tramitación, el espacio fue declarado Bien de relevancia local. Sin embargo no ha sido incluido aún en el Inventario General del Patrimonio Cultural Valenciano (IGPCV).

## Descripción
Se trata de un pequeño y estrecho callejón de menos de 2 m de ancho con forma de «L» constreñido por modernos edificios de hasta 11 plantas, que une la calle Arcipreste Balaguer en su entrada norte con la calle Mayor en su acceso este. Por trazado se puede considerar el tramo de la calle del Ecce Homo con dirección este-oeste como prolongación de la calle Cazadores que desemboca en la calle Mayor justo enfrente del acceso al callejón, pero nunca ha guardado relación urbana con su entorno inmediato. La falta de casas con entrada principal en él explica que raramente aparezca citado en los documentos, aunque las fachadas que dan a él tienen dos o tres puertas traseras y siempre han presentado pequeñas ventanas. Se sitúa frente a la concatedral de Santa María en su acceso norte, y a pocos metros del Mercado Central y la plaza Mayor, que han condicionado su historia y configuración urbana. Para preservarla del vandalismo y la degradación cuenta con sistema de videovigilancia y sendas puertas en los accesos que se cierran en horario nocturno.

## Historia
No parece que una vía pública de este tipo hubiera sido planificada en el contexto de la gran reforma urbana que en torno a 1272 se produjo en el arrabal de Benirabe para dar aposento a la villa de Castellón trasladada a este emplazamiento 20 años antes, pese al trazado irregular de las calles de este primer recinto amurallado. Por este motivo se piensa que el espacio fue abierto a principios del siglo XV cuando se prolongó la acequia conocida como Sequiol, una derivada por la izquierda de la acequia Mayor, para facilitar las obras de construcción de la nueva iglesia mayor tras el incendio que sufrió la anterior unos años antes.
Desde el momento de esa urbanización de 1272, el entorno de la calle del Ecce Homo quedaba configurado como la principal zona comercial y religiosa de la nueva villa, algo que se intensificó con las sucesivas ampliaciones del recinto amurallado durante el resto del siglo XIII y el siglo XIV. En la plaza Mayor se instaló el mercado diario y a causa de ello se acabó disponiendo de varias construcciones para dar cobijo a tal fin en el frente sur de las plazas que en aquella época configuraban los alrededores de la iglesia hasta la calle Mayor. la configuración del espacio en ese momento era muy diferente a la actual, dado que el acceso norte a este callejón se producía a través de una pequeña plaza donde se encontraba el edificio con los puestos permanentes de las carnicerías y la pescadería y en el chaflán de esa plaza con la plaza Mayor se alzaba el almudín municipal donde se encontraba la llotgeta del mustaçaf, sede el mostassaf de la villa, que entre otras tareas era el encargado de la inspección de mercados y la organización de las ferias, el control de los pesos y medidas y la inspección de la calidad y los precios de todos los productos puestos a la venta en la villa, por ello en ese mismo lugar estaba dispuesto el peso público para el ejercicio de sus funciones, lo que acabó dando el nombre de Pes de la Farina a esta calle, reemplazando al descriptivo anterior de carreró que va a la Peixcateria. A finales del siglo XVII se construyó la capilla de la Comunión de la iglesia Mayor que obligó a derribar el almudín y las carnicerías. 
En septiembre de 1672 fue asesinado en esta calle el presbítero Vicente Tort y ante este acontecimiento el obispo de Tortosa decreta un entredicho sobre la villa de Castellón, y para levantarlo pidió poner una imagen de Jesucristo Ecce homo y de Nuestra Señora de los Dolores. Tan pronto como se dispusieron estas imágenes la calle empezó a conocerse primero como del Sant Ecce Homo y después y definitivamente como Ecce Homo. En el siglo siguiente este espacio se dignificó con la construcción de una bóveda en el ángulo de 90° interior de la calle.
La iglesia Mayor siguió creciendo en los siglos siguientes en su flanco sur a costa de las plazas que la rodeaban por este lado y de las construcciones que rodeaban a la calle del Ecce Homo hasta configurar una plaza conocida como de la Nieve, del Santísimo o, más tarde, del Pintor Oliet, que modificó por completo el acceso norte al callejón. A mediados del siglo XX con la reconstrucción de la iglesia Arciprestal que fue derribada en 1937 obra de Vicente Traver Tomás se reordenó urbanísticamente la zona, desplazando la cabecera de la iglesia hacia el sur para permitir la ampliación de la calle Colón en el flanco norte, de esta manera se creó el espacio actual de la calle Arcipreste Balaguer, acortando la longitud del tramo en dirección norte-sur del callejón y fomentando la construcción de modernos edificios irrespetuosos con el entorno histórico.

## Capilla

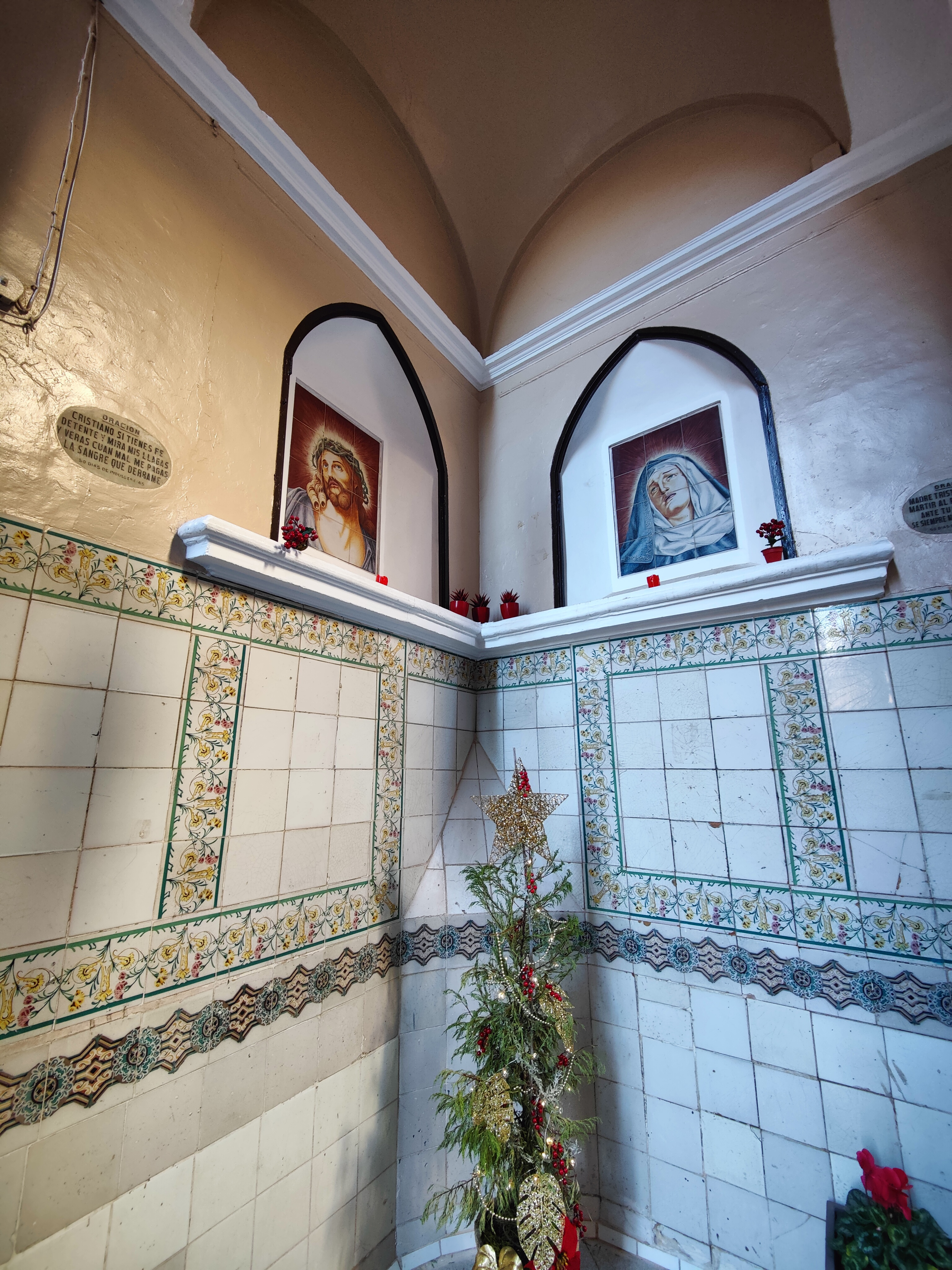
Vista del conjunto

la capilla se sitúa en el ángulo interno de la calle cubierta por una  sencilla bóveda vaída, con rosetón en la clave, y cubierta con tejado de teja árabe a dos aguas que abre sus respectivos arcos a cada uno de los tramos, y su entablamento de los arcos es también una repisa moldurada corrida, todo ello del siglo XVIII. En la última década del siglo XIX se reformó el espacio sustituyendo la azulejería original con un zócalo o arrimadero de azulejos rameados de  aires populares que combinan el blanco con cenefas florales.
En los dos muros que forman la esquina, y funcionando como final de perspectiva de los tramos de la calle, hay una hornacina con forma de arcos apuntados y bajo ellos una repisa moldurada corrida. En estas capillitas se situaron las imágenes originales del siglo XVII, que en el siglo XIX serían sustituidas por sendos lienzos obra de Bernardo Mundina Milallave, que fueron destruidos en agosto de 1936 en los albores de la guerra civil española. Tras el final de la contienda, se colocaron dos paneles cerámicos devocionales obra de Vicent Castell con un tamaño total de 80 x 60 cm organizados en 3 hileras de 4 azulejos de 20 x 20 cm, representando al Ecce homo con corona de espinas y túnica azul sobre los hombros y a Nuestra Señora de los Dolores con manto azul y signos de dolor en su rostro.

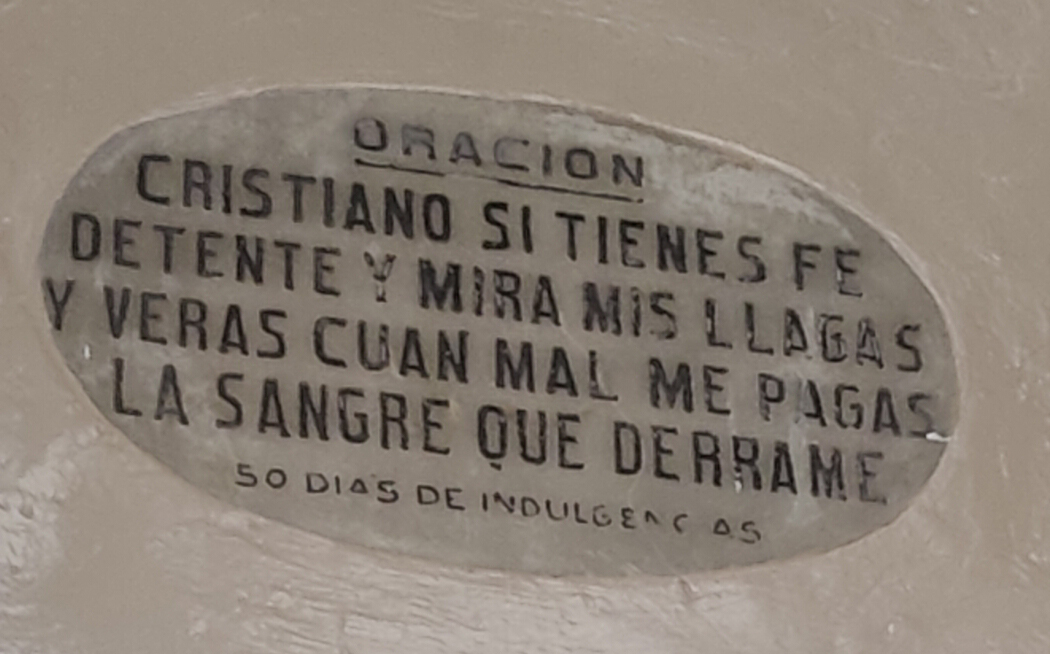
Placa con el poema al Ecce homo

Junto a cada hornacina, hay una placa cerámica ovalada colocadas en la  la reforma del siglo XIX con un poema cada uno que dicen lo siguiente:

Cristiano si tienes fe
detente y mira mis llagas
y verás cómo me pagas
la sangre que derramé

Madre triste y desolada
mártir al pie de la cruz
ante tu hijo Jesús
se siempre nuestra abogada

Completan el conjunto los dos faroles neoclásicos adosados a la pared, bien dispuestos para contribuir a aumentar el sentido de perspectiva de ambos tramos.

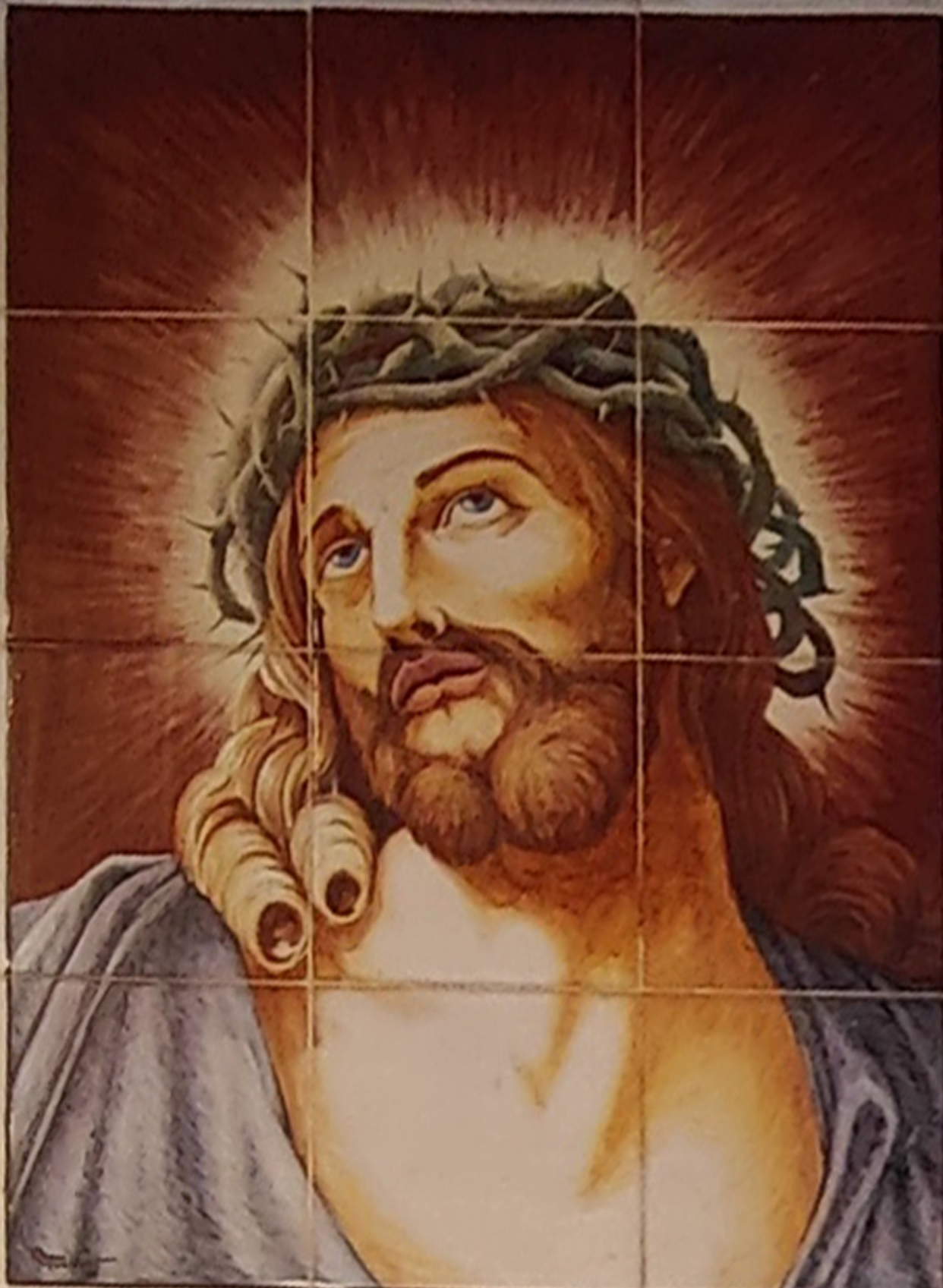
Ecce homo
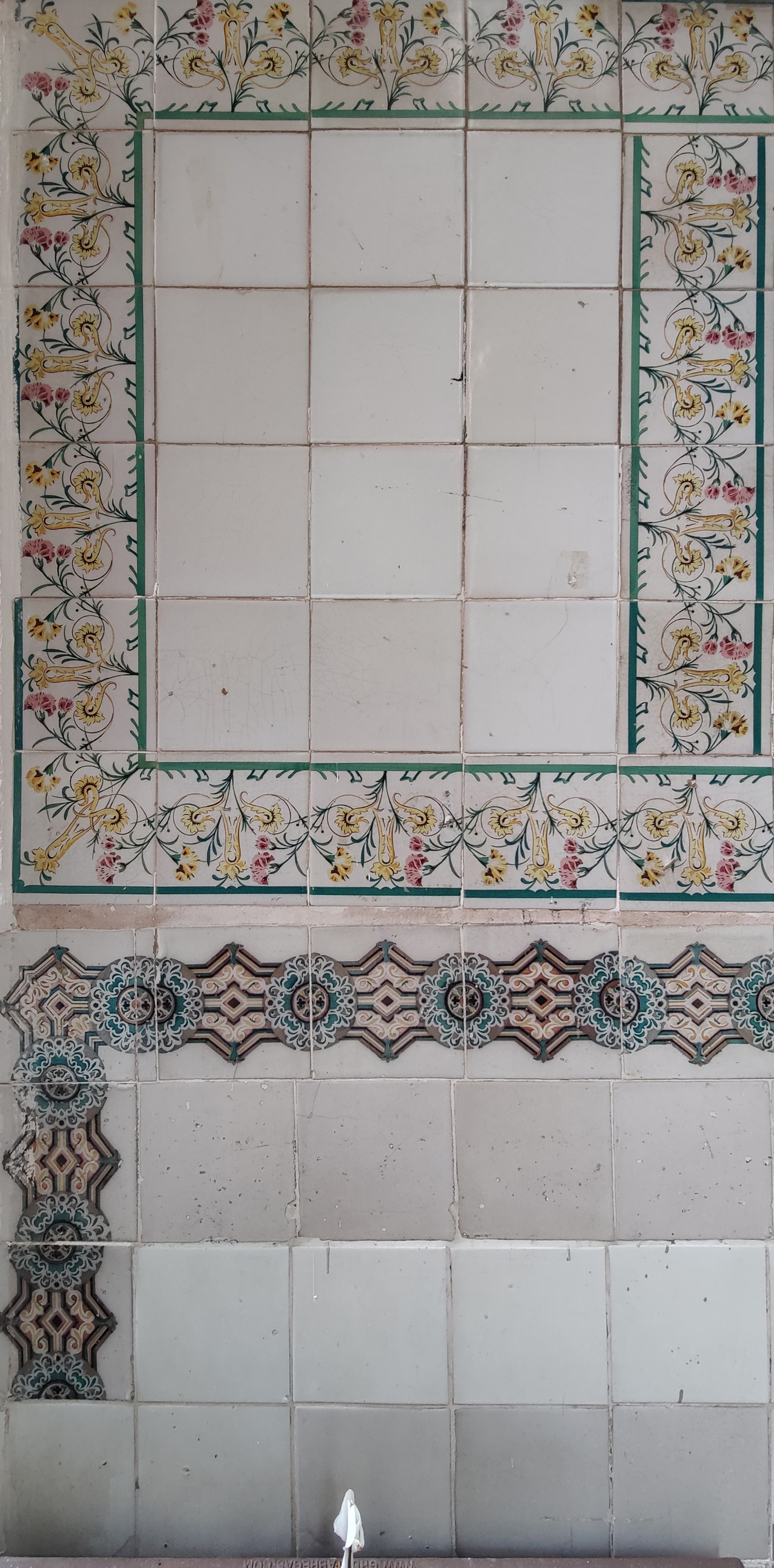
Composición decorativa del arrimadero
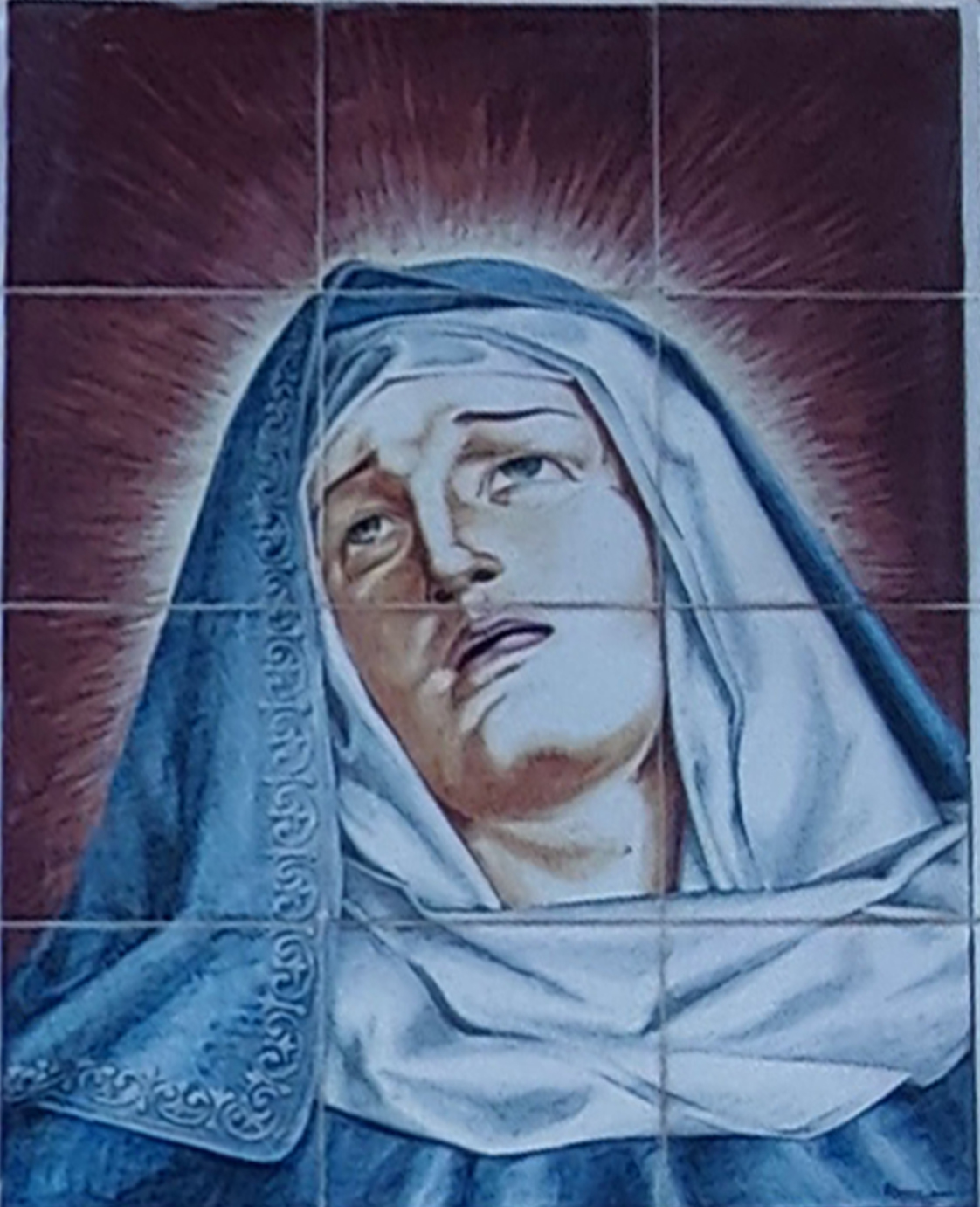
Virgen Dolorosa
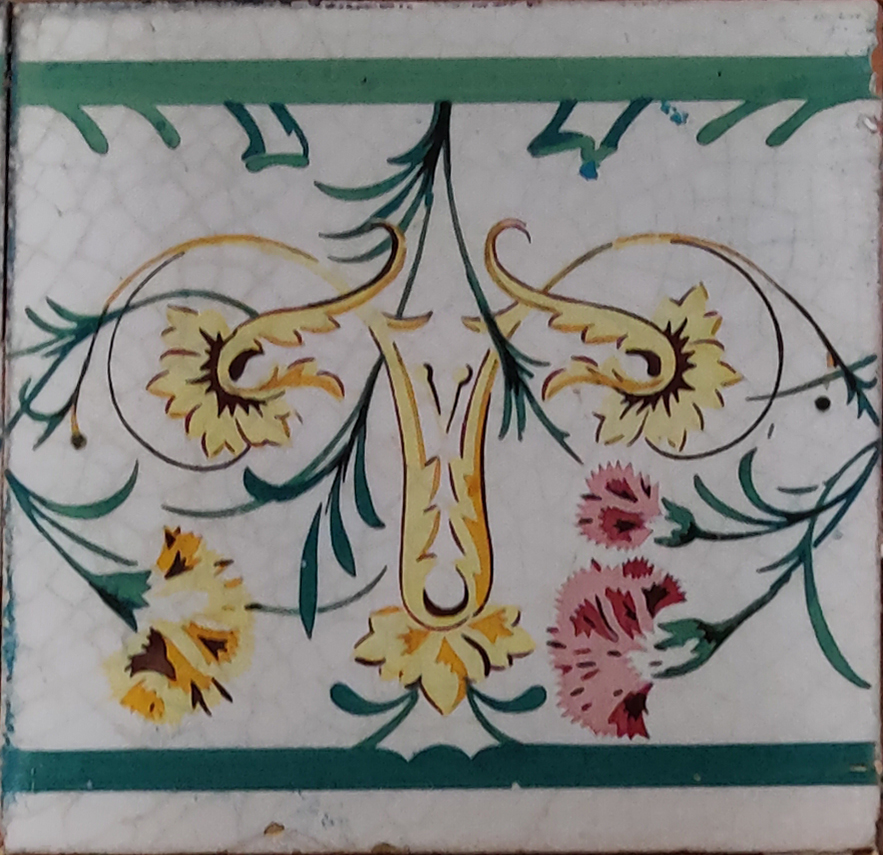
Azulejo con decoración vegetal
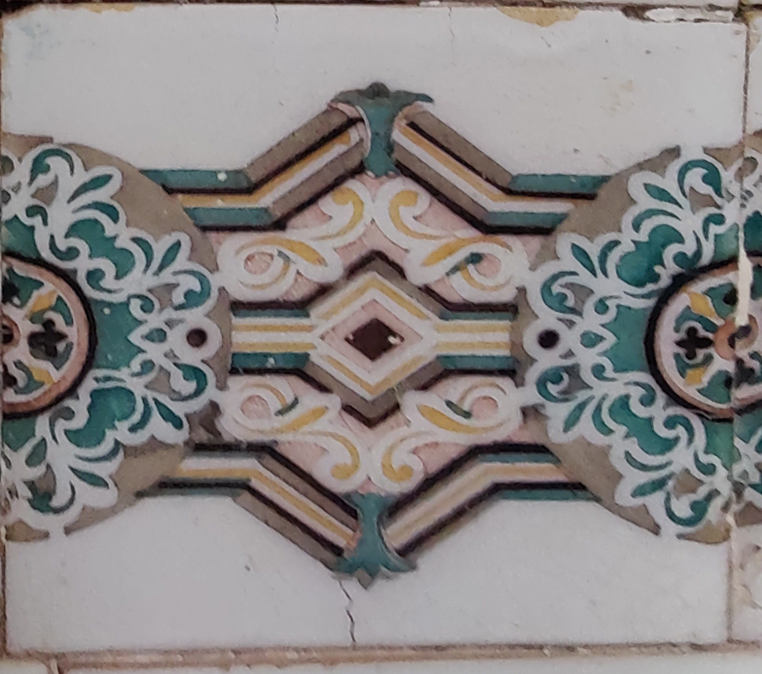
Azulejo con cenefa geométrica